# Krzyka (Pomerania Occidental)
Krzyka [pronunciación en polaco: /ˈkʂɨka/] es un asentamiento en el distrito administrativo de Gmina Barwice, dentro del Distrito de Szczecinek, Voivodato de Pomerania Occidental, en el noroeste de Polonia. Se encuentra aproximadamente 5 kilómetros al sudoeste de Barwice, 25 kilómetros al oeste de Szczecinek, y 119 kilómetros al este de la capital regional, Szczecin.
Hasta 1945 el área era parte de Alemania. Para la historia de la región, véase Historia de Pomerania.